# 列卡度·辛德拉
列卡度·伊凡·辛德拉（西班牙語：Ricardo Iván Sendra，1987年10月4日—）是一名阿根廷職業足球員，司職中場或後衛，現時效力菲律賓足球聯賽球會卡雅足球會。

## 球會生涯

### 早年生涯
列卡度於阿根廷的低組別聯賽開始足球生涯，並在2013–14賽季效力阿根廷第四級球會阿耶古祖沙米恩圖體育會（西班牙語：Club Atlético Sarmiento Ayacucho）。

### 金伯利马德普拉塔
2014年6月6日，阿根廷第四級球會金伯利马德普拉塔簽入列卡度

### 阿爾瓦拉多
2015年2月，阿根廷全国足球甲级联赛球會阿爾瓦拉多簽入列卡度在內的五位球員。

### 芽籠國際
在短暫效力阿根廷全國足球乙級聯賽球會America de Piran後，他在2017年1月獲新加坡超级足球联赛球會芽籠國際邀請試腳，並在對陣幼獅的季前友誼賽中為球隊上陣。
在試訓成功後，他獲得一紙合約，並參與了球會於马来西亚及泰国的熱身賽。他在季初受傷患困擾，頭四場比賽只上陣一次，他在賽季的第五場比賽首次為芽籠國際正選上陣，及後在對陣幼獅的2-0勝仗中首次為球隊上陣滿90分鐘。

### 佩西路沙雷
2018年1月，列卡度轉投印尼甲組聯賽球會佩西路沙雷。

### 曼迪奥拉
2019年7月，列卡度轉投菲律賓足球聯賽球會曼迪奥拉。

### 公馬內湖
2020年夏天，菲律賓足球聯賽球會公馬內湖簽入列卡度

### 宿霧
2021年11月，列卡度加盟新成立的菲律賓球會宿霧，並在球會的首場正式比賽中上演地標戰。

### 聯合城
2022年3月，列卡度加盟菲律賓足球聯賽球會聯合城，並曾在亞冠盃賽事中為球隊上陣
2022年5月22日，列卡度在保利諾·艾簡達拿盃決賽為聯合城正選上陣，協助球隊以3–2擊敗卡雅奪冠。

### 晉峰
2023年2月3日，港超聯球會晉峰宣布簽入列卡度。同年8月，他在賽季完結後離隊。

### 卡雅
2023年8月9日，列卡度重返菲律賓足球聯賽，加盟卡雅足球會。同月15日，他在對陣洛約拉的地標戰即為首次為球隊入球。他在接下來對陣Don Bosco Garelli的比賽中梅開二度，並獲選為當場比賽的最佳球員。

## 榮譽

### 球會
聯合城
- 保利諾·艾簡達拿盃（英语：Copa_Paulino_Alcantara）：2022[19]

## 外部連結
- Ricardo Sendra, el argentino que juega en Singapur （页面存档备份，存于）
- Soccerway資料庫：列卡度·辛德拉